# Sullivan-Gletscher (Bowers Mountains)
Der Sullivan-Gletscher ist ein Gletscher in der Lanterman Range der Bowers Mountains im ostantarktischen Viktorialand. Er liegt südwestlich des Sledgers-Gletschers und nördlich des Alt-Gletschers.
Das New Zealand Antarctic Place-Names Committee benannte ihn nach Ken Sullivan, der ein hier tätiges Feldforschungsteam geleitet hatte.